# Stop Thief! (film fra 1915)
 For alternative betydninger, se Stop Thief!. (Se også artikler, som begynder med Stop Thief!)
Stop Thief! er en amerikansk stumfilm fra 1915 af George Fitzmaurice.

## Medvirkende
- Mary Ryan som Nell Jones.
- Harry Mestayer som Jack Doogan.
- Harold Howard som Mr. Cluney.
- Albert Tavernier som Mr. Carr.
- William Boyd som Dr. Willoughby.